# Flying Ducks Ice Hockey Club
Der Flying Ducks Ice Hockey Club ist ein Eishockey-Verein aus Dublin, Irland, der 2015 aus einer Fusion des ehemaligen Flyers Ice Hockey Club und der Dublin Ducks entstand.

## Flyers Ice Hockey Club
Flyers Ice Hockey Club (IHC) war einer der ältesten Eishockey-Vereine in Irland. Er wurde 2006 anlässlich der Gründung der Irish Ice Hockey League (IIHL) von Keith Daly und Brian Clery, zwei irischen Eishockeyspielern, die über 20 Jahre im irischen Eishockey involviert waren, gegründet. Die Flyers waren eines von fünf Teams und wurden von Keith Daly trainiert.
Ihr erstes Freundschaftsspiel bestritt die Mannschaft am 25. März 2007, das sie 1:2 gegen die Northern Ireland Prowlers verlor. Das einzige Tor wurde von Gerry („Fifth Gear“) Duffy erzielt. Das erste Pflichtspiel der Flyers fand am 15. September 2007 statt, als man mit 4:11 von den Belfast City Bruins geschlagen wurde. Die Schließung des Dundalk Ice Dome im Mai 2011 markierte das Ende der Irish Ice Hockey League und Irish Ice Hockey Development Devision.

### Erfolge der Flyers
- Saison 2007/2008: Halbfinale (8:4-Niederlage gegen Dublin Rams)
- Saison 2008/2009: 6.
- Saison 2009/2010: 3.

### Flyers 'B'
Das Flyers 'B' Team trat in der zweiten irischen Liga 'Irish Ice Hockey Development Devision' (IIHL DD) zwischen 2008 und 2010 an. Das erste Pflichtspiel fand am 5. Oktober 2008 gegen Drogheda Ice Breakers 2 statt und wurde mit 3:0 gewonnen. Die Tore erzielten Michael Mandsfeld und Brian Clery.
- Saison 2008/2009: 6.
- Saison 2009/2010: Finale (2:3-Niederlage gegen Raiders IHC)
- IIHL-DD-League-Gewinner 2010
- IIHL-DD-League-Playoff-Finalist 2010

### Junior Flyers
Das Junior Team wurde im April 2012 gegründet als die neue Santry Ice Arena eröffnet wurde. Nachdem die Arena nach gerade einmal 2 Monaten wieder geschlossen wurde, spielen die Juniors aktuell Inline Hockey.
Erfolge der Junior Flyers
- Gewinner des 2013 Cool Runnings Cup gegen Cork Wolfpack

### Ehemalige Spieler mit internationalen Einsätzen
- Dermot Carney
- Stephen Cooper
- Philip D’Arcy
- Jonathan Dunne
- Stephen Hamill
- Barry Higgins
- Dean Kelly
- Robert Leckey
- Garrett MacNeill
- Gareth Martin
- Patrick McCabe
- Adam McCaul-Coxner
- Mark Pepper
- Mark Reynolds

### Inlinehockey
In 2011 startete Flyers Ice Hockey Club Inlinehockey zu spielen. Ihr erstes Freundschaftsspiel bestritt die Mannschaft am 20. Oktober 2011 gegen die Dublin Riots.

## Flying Ducks Ice Hockey Club
Der Flying Ducks Ice Hockey Club ging aus einer Fusion des ehemaligen Flyers Ice Hockey Club und der Dublin Ducks im Jahre 2015 hervor. Der Verein startete mit einem Junior-Team.
Im September 2015 wurde zudem ein Senioren-Team gegründet, welches zur 2015/16 Saison am Pat Quinn Cup teilnahm. Das erste offizielle Spiel wurde am 28. November 2015 gegen die Celtic Clovers gespielt, welches mit 10:0 gewonnen wurde.